# 滋賀県道509号間田長浜線
滋賀県道509号間田長浜線（しがけんどう509ごう はさまたながはません）は、滋賀県米原市から長浜市に至る一般県道である。

## 概要
米原市春照から長浜市高田町に至る。
1954年（昭和29年）9月6日に当路線を延長したかたちで岐阜県不破郡関ケ原町に至る滋賀県道・岐阜県道3号長浜関ヶ原線が認定された。県道の整理番号を17号、313号と変えた後、1966年（昭和41年）3月22日に従来の路線の米原市（当時は山東町）から岐阜県不破郡関ケ原町までの区間が滋賀県道・岐阜県道334号木之本浅井関ヶ原線として指定され、滋賀県道334号として指定されなかった区間が滋賀県道509号間田長浜線として指定された。
市境の観音坂隧道は1933年（昭和8年）に完成したもので、隧道を含め狭い区間が続き、なおかつ急カーブが連続するため、バイパス道路とトンネルが建設され、2016年（平成28年）3月26日正午に開通した。

### 路線データ
- 起点：米原市春照（春照西交差点、国道365号交点）
- 終点：長浜市高田町（高田町交差点、滋賀県道2号大津能登川長浜線終点、滋賀県道556号長浜近江線交点）

## 路線状況

### 重複区間
- 滋賀県道510号伊部近江線（長浜市宮司町 - 長浜市宮司町・宮司町交差点）

### 道路施設

#### 橋梁
- 赤山橋（黒田川、米原市）
- 宮川大橋（十一川、長浜市）

#### トンネル
- 観音坂トンネル：延長531 m、2014年（平成26年）竣工、米原市 - 長浜市

## 地理

### 通過する自治体
- 米原市
- 長浜市

### 交差する道路
| 交差する道路                                                       | 市町村名 | 交差する場所 | 交差する場所        |
| ------------------------------------------------------------------ | -------- | ------------ | ------------------- |
| 国道365号                                                          | 米原市   | 春照         | 春照西交差点 / 起点 |
| 滋賀県道248号天満一色線                                            | 米原市   | 天満         |                     |
| 滋賀県道19号山東一色線                                             | 米原市   | 市場         | 市場交差点          |
| 三成公グリーンロード                                               | 長浜市   | 石田町       |                     |
| 滋賀県道243号東上坂近江線                                          | 長浜市   | 七条町       | 七条町西交差点      |
| 滋賀県道510号伊部近江線 重複区間起点                               | 長浜市   | 宮司町       |                     |
| 滋賀県道510号伊部近江線 重複区間起点                               | 長浜市   | 宮司町       | 宮司町交差点        |
| 国道8号 / 長浜バイパス                                             | 長浜市   | 八幡東町     | 八幡東町交差点      |
| 滋賀県道2号大津能登川長浜線 / ぱるむロード 滋賀県道556号長浜近江線 | 長浜市   | 高田町       | 高田町交差点 / 終点 |

### 沿線
- NTT西日本 滋賀支店滋賀山東別館
- 米原警察署 大原警察官駐在所
- 米原市立大原小学校
- 滋賀県立伊吹高等学校
- 大原保育園
- 明秀寺
- 観音寺
- 石田山公園
- 大門不動明王
- 近江ベルベット 本社工場
- 長浜石田郵便局
- 長浜信用金庫 七条支店
- 長浜市民球場
- 屋根付多目的運動広場 長浜サンドーム
- 長浜信用金庫 宮司支店
- アル・プラザ長浜
- 長浜市立西中学校
- 長浜商工会議所
- 長浜市役所